# حرف (زبان‌شناسی)
حرف در زبان‌شناسی، کوچکترین واحد تجزیه‌ناپذیر از زبان نوشتاری است که موجب تمایز معنایی می‌شود، مثل «ر» و «ز». برای مثال، اگر در واژهٔ «مراحم»، حرف دوم با «ز» عوض شود، معنای واژه تغییر می‌کند (و به «مزاحم» تبدیل می‌شود). حروف، زیرمجموعه‌ای از تک‌نگاره‌ها هستند.
حرف نشانه نوشتاری واج‌های آوایی می‌باشد؛ که به حروف صدادار و بی‌صدا تقسیم می‌شود. حروف بی‌صدا نماینده همخوان‌های (صامتها) گفتار و حروف صدادار نشانه واکه‌های (مصوتها) گفتارند.
الفبای فارسی گروه سی‌وسه‌گانه حروف (اشکال نوشتاری) در خط فارسی است که نماینده نگاشتن (همخوان‌ها یا صامت‌ها) در زبان فارسی است و حروف بی‌صدا نام دارند. به این گروه از حروف (اشکال)، حروف الفبا می‌گویند.
ضمناً برای نگاشتن واکه‌های بلند سه‌گانه (ا - ی - و) نیز از سه تا از حروف الفبا کمک گرفته می‌شود؛ و واکه‌های کوتاه معمولاً بدون علامت و در موارد ضروری با علامات: فتحه ــَ، کسره ــِ و ضمه ــُ کمک گرفته می‌شود. به علامات به کار رفته برای واکه‌ها حروف صدادار (بلند و کوتاه) گفته می‌شود. به حروف صدادار کوتاه، بجای حرف، حرکت یا علامت یا نشانه نیmaryamز می‌گویند.